# Frontera entre Lituania y Rusia
La frontera entre Lituania y Rusia es una de las cuatro fronteras de Lituania, separando a esta del exclave formado por el óblast de Kaliningrado. Tiene una longitud de 227 km.

## Historia

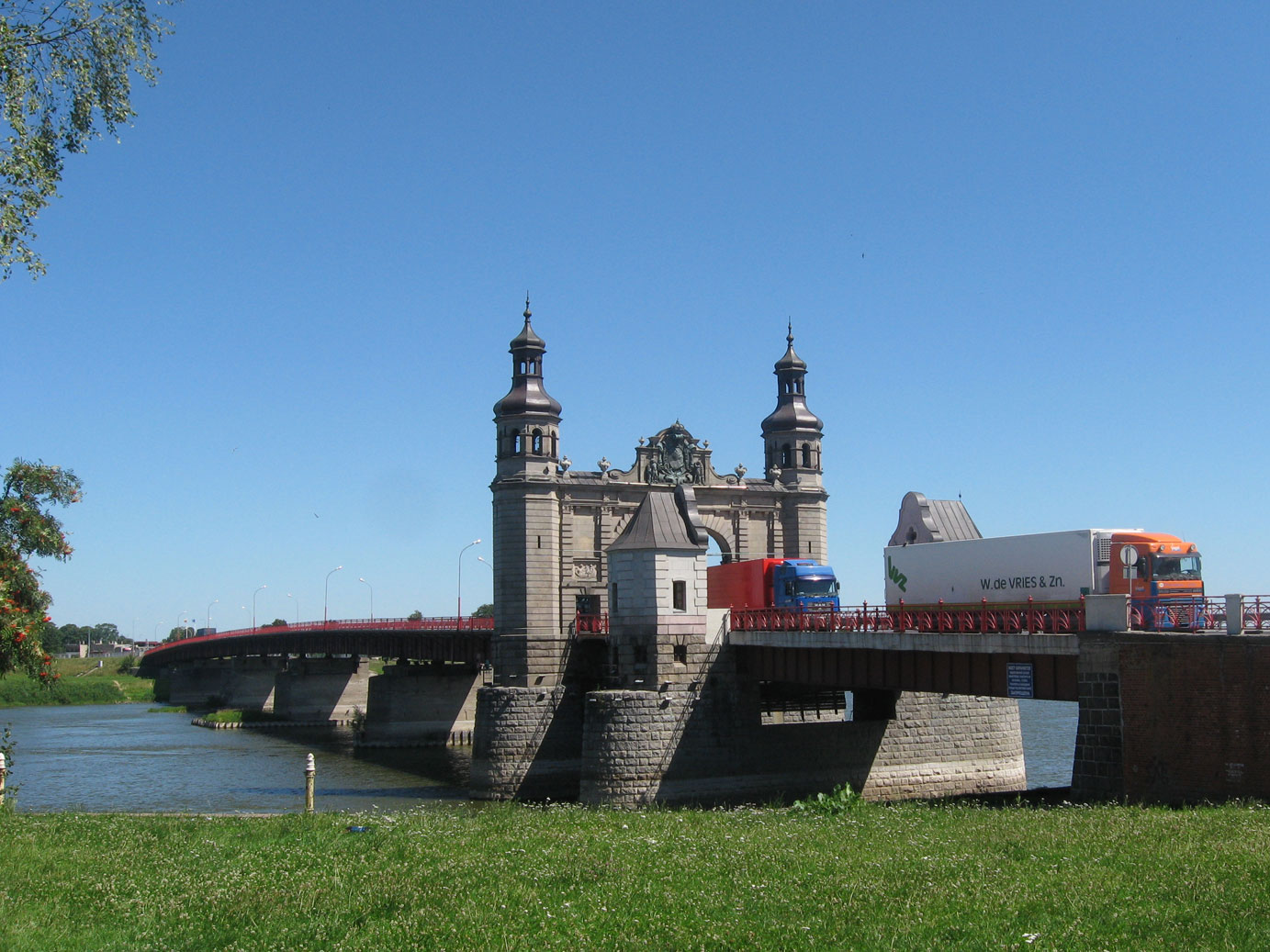
Puente de la reina Luisa sobre el Niemen en Sovetsk.

En 1422, la Paz de Melno, que puso fin a la guerra de Golub entre la Orden Teutónica y la alianza del Reino de Polonia/Gran Ducado de Lituania, fijó la frontera entre los diversos beligerantes. Ésta quedó invariable hasta el final de la Primera Guerra Mundial.
En 1918, Lituania se independizó. Los territorios situados al norte del río Niémen, que hasta entonces era parte de la provincia de Prusia Oriental del entonces Imperio alemán, resultando así un territorio autónomo que estuvo bajo protectorado francés, siendo nombrado Territorio de Memel en referencia a este puerto situado sobre el mar Báltico. Cuando el territorio fue ocupado y anexado por Lituania en 1923, el Niémen marcó así la frontera de este país con Alemania. 
Tras la llegada de Hitler al poder en Berlín, este no cesó de reclamar dicho territorio, finalmente obteniendo en 1938 la restitución de puerto de Memel. La derrota del Tercer Reich en 1945, restableció el trazado anterior en beneficio de la Unión Soviética, que anexó por completo el país y lo convirtió en la RSS de Lituania, mientras que la parte septentrional de la antigua provincia alemana de Prusia Oriental se trasformó en el óblast de Kaliningrado integrado a la RSFS de Rusia.
De este modo la frontera internacional resultó durante 46 años, la línea de demarcación entre dos estados miembros de la federación soviética hasta que Lituania recobró nuevamente su independencia en 1991. En 1997, ambos países firmaron un acuerdo fronterizo, que eliminó los absurdos de la frontera. Por ejemplo el lago Vištytis se dividió entre los estados, ya que casi toda la zona del embalse era parte de Rusia y por lo tanto, los pescadores y nadadores del lado lituano cruzaban inadvertidamente la frontera internacional. A cambio, Rusia recibió la compensación territorial adecuada en otras áreas. El tratado entró en vigor en 2003.

## Trazado
Ubicada al suroeste de Lituania, inicia en el mar Báltico, corta el istmo y la laguna de Curlandia y sigue el río Niémen en una dirección oeste-este. El río marca aproximadamente la mitad de la longitud terrestre de la frontera antes de que ésta siga una dirección norte sur al nivel de la ciudad lituana de Smalininkai. Se prolonga al este por las fronteras entre Lituania y Polonia y entre Polonia y Rusia con las cuales forma un trifinio. 
Un acuerdo concluido en abril de 2004 entre Rusia y la Unión Europea, exime de tasas aduaneras los tránsitos que atraviesan el territorio lituano.

## Pasos Fronterizos
| Imagen | Lituania/Paso                    | Rusia/Paso                   | Tipo             | Estatus | Coordenadas                                  |
| ------ | -------------------------------- | ---------------------------- | ---------------- | ------- | -------------------------------------------- |
|        | Nida (167)                       | Morskoe (R515)               | Carretera        | Activo  | 55°16′47″N 20°57′50″E / 55.279788, 20.963893 |
|        | Pagėgiai                         | Sovetsk                      | Tren             | Activo  | 55°05′27″N 21°53′12″E / 55.090763, 21.886789 |
|        | Panemunė (A12 / E77)             | Sovetsk (A216 / E77)         | Carretera        | Activo  | 55°05′01″N 21°54′21″E / 55.083649, 21.905818 |
|        | Ramoniškiai (184)                | Pogranichnyy (27K-105)       | Carretera        | Activo  | 55°03′35″N 22°35′30″E / 55.059609, 22.591793 |
|        | Kybartai (A7 / E28)              | Chernyshevskoye (E28)        | Carretera y Tren | Activo  | 54°38′30″N 22°44′38″E / 54.641721, 22.743941 |
|        | Kudirkos Naumiestis (Vytauto g.) | Kutuzovo, Kutuzovo (P509)    | Carretera        | Cerrado | 54°46′34″N 22°51′18″E / 54.775988, 22.855040 |
|        | Vištytis (200)                   | Malaya Belozernoye (27K-210) | Carretera        | Cerrado | 54°27′13″N 22°42′11″E / 54.453573, 22.703110 |